# Peter Newlands
Peter Newlands (Auckland, Nueva Zelanda, 31 de octubre de 1953) es un deportista británico que compitió en vela en la clase 470.
Ganó una medalla de oro en el Campeonato Mundial de 470 de 1988. Participó en los Juegos Olímpicos de Los Ángeles 1984, ocupando el séptimo lugar en la clase 470.

## Palmarés internacional
| \| Campeonato Mundial \| Campeonato Mundial \| Campeonato Mundial \| Campeonato Mundial \| \| Año \| Lugar \| Medalla \| Clase \| \| ------------------ \| ------------------ \| ------------------ \| ------------------ \| \| 1988 \| Haifa (Israel) \| Medalla de oro \| 470 \| |                |                |       |
| Campeonato Mundial |                |                |       |
| Año | Lugar          | Medalla        | Clase |
| 1988 | Haifa (Israel) | Medalla de oro | 470   |